# Чхусок
Чхусок (кор. 추석, 秋夕, дослівно осінній вечір) — корейське традиційне свято. Святкується 15 числа 8 місяця за корейським місячним календарем. В Південній Кореї Чхусок, а також день до і після нього, є неробочими. 

## Історія свята
Деякі корейські історики вважають, що історія Чхусока відноситься до епохи Сілла і ототожнюють його зі святом «Кабе», згаданому в Самгук сагі. Багато вчених також вважають, що Чхусок може походити від стародавніх шаманських святкувань місяця врожаю. Новий урожай пропонують місцевим божествам і предкам, що означає, що Чхусок, можливо, виник як ритуал поклоніння. У деяких регіонах, якщо немає врожаю, ритуали поклоніння відкладаються, або в регіонах, де немає щорічного врожаю, Чхусок не святкується.

## Традиційні звичаї
У сучасній Південній Кореї, на Чхусок, маси людей їдуть з великих міст до своїх рідних міст, щоб віддати шану духам своїх предків.Люди здійснюють обряди поклоніння предкам рано вранці. Потім вони відвідують гробниці своїх найближчих предків, щоб обрізати рослини, очистити територію навколо гробниці та пропонувати їжу, напої та врожай своїм предкам.Решту дня проводять за народними іграми та спілкуванням із членами родини. Жителі Південної Кореї вважають осінь найкращою порою року через ясне небо, прохолодні вітри та ідеальну погоду для збору врожаю. Жнива приписують благословенню предків. Чусок зазвичай неправильно перекладається як «корейський день подяки» в американській англійській мові, незважаючи на те, що свята значно відрізняються за походженням і святкуванням.Хоча більшість південнокорейців відвідують свої сім’ї та батьківські будинки, у Національному народному музеї Кореї теж влаштовують свята. Багато місць закриті під час цього національного свята, зокрема банки, школи, поштові відділення, державні відомства та магазини. Авіаквитки до Південної Кореї під час фестивалю зазвичай розпродані за три місяці, а дороги та готелі переповнені.

##### Чар'є
Чар'є — це один із обрядів пам'яті предків, які відзначаються під час Чусока, символізуючи рясний сезон збору врожаю та шануючи предків і минулі покоління. Обряд передбачає збір сімей для проведення панахиди за своїми предками через збирання врожаю, приготування та представлення спеціальної їжі як жертвоприношення.Підготовка їжі зазвичай займає години, і багато сімей починають процес приготування зарання. Обряд втілює традиційний погляд на духовне життя поза межами фізичної смерті, поважаючи духів потойбічного життя, які тепер також служать для захисту своїх нащадків. Пропонована їжа різниться в різних провінціях залежно від того, що є в наявності, але зазвичай це свіжозібраний рис, рисові коржі (сонгпхьон), а також свіже м’ясо, фрукти й овочі.Розташування страв Чар'є на столі також примітно: традиційно рис і суп кладуть на північ, а фрукти та овочі - на південь; м'ясні страви подають на заході та в середині, а рисовий пиріг і деякі напої, такі як макколлі або соджу, поміщають на схід. Ці деталі можуть відрізнятися в залежності від регіону.

### Традиційний одяг

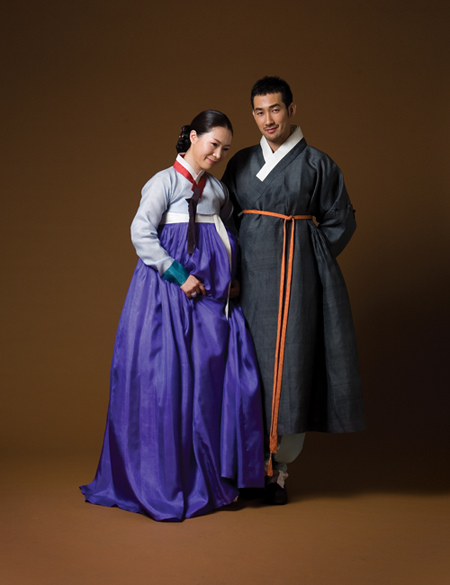
Ханбок, національний традиційний костюм жителів Кореї.

Ханбок (у Південній Кореї) або Чосон-от (у Північній Кореї) — це традиційний одяг, який корейці носять на особливих святах, офіційних і напівофіційних подіях, таких як Чхусок, Новий рік за місячним календарем та весілля. Термін "ханбок" дослівно означає "корейський одяг". Основна конструкція ханбока складається з куртки "джеогорі", штанів "баджі", спідниці "чіма" та пальто "по". Дизайн ханбока залишається незмінним і донині та виконаний у різноманітних кольорах.

### Страви

##### Сонгпхьон
Однією з основних страв, які готують і їдять під час свята Чхусок, є сонгпхьон (кор: 송편), традиційний корейський рисовий пиріг, виготовлений із таких інгредієнтів, як кунжутне насіння, чорна квасоля, маш, кориця, кедрові горіхи, волоський горіх, каштан, зизифус і мед. Готуючи сонгпхьон, важливо пропарити їх над шаром соснових голок. Соснові голки створюють не тільки ароматний аромат сонгпхьону, але також його красу та смак.

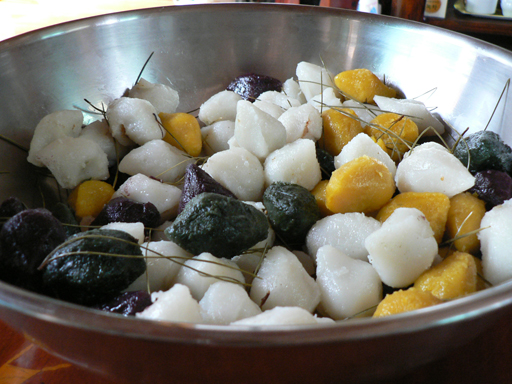
Сонгпхьон, традиційна страва, що подається на Чхусок

Сонгпхьон також важливий через значення, закладене в його формі. Однак деякі сонгпхьони мають форму кулі. Сама рисова "шкірка" сонгпхьона нагадує форму повного місяця, але як тільки вона загортає начинку, її форма нагадує півмісяць. 
Починаючи з епохи Трьох Королівств в корейській історії, корейська легенда стверджує, що ці дві форми керували долями двох найбільших ворогуючих королівств, Пекче та Сілла. Під час правління короля Уіджі з Пекче на спині черепахи було знайдено зашифровану фразу «Пекче — це повний місяць, а Сілла — півмісяць», і вона передбачала падіння Пекче та підйом Сілли. Пророцтво здійснилося, коли Сілла переміг Пекче. З тих пір корейці вважали, що форма півмісяця - це показник світлого майбутнього або перемоги.

Тому під час Чхусок сім’ї збираються разом і їдять сонгпхьон у формі півмісяця під повний місяць, бажаючи світлого майбутнього.
Якщо самотня жінка зробить гарний сонгпхьон, вона знайде чудового чоловіка, а якщо вагітна жінка зробить гарний сонгпхьон, у неї народиться гарна донька.

##### Хангва

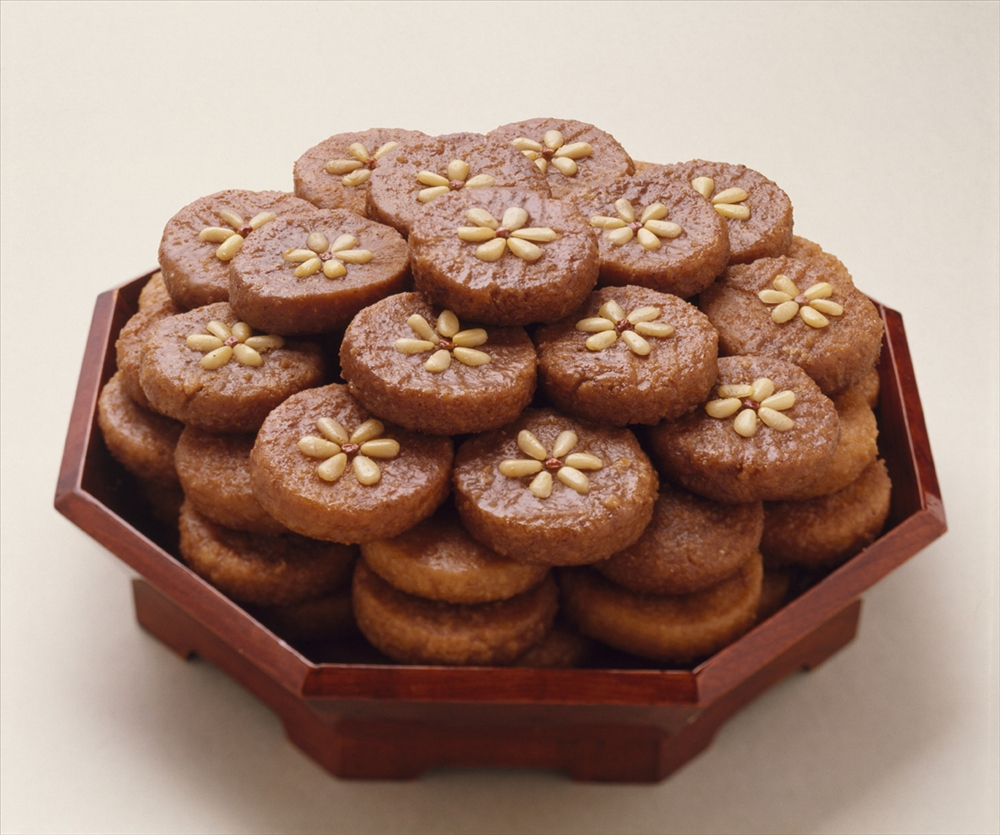
Якгва

Ще одна популярна корейська традиційна їжа, яку люди їдять під час Чхусок – це хангва. Це загальний термін для класифікації солодких страв, приготованих з tteok, що означає рисовий пиріг. Хангва, також відома як Ханг, готується з рисового борошна, меду, фруктів і коріння. Люди використовують їстівні натуральні інгредієнти, щоб виразити різні кольори та смаки. Через його красу та поживність корейці їдять ханг не тільки під час Чхусок, але й на особливих подіях, наприклад, весіллях, днях народженнях і поминання предків.
Найвідоміші типи хангва - якгва, югва і дасик. Якгва — це солодке медове печиво, виготовлене зі смаженої кульки з рисового борошна, а югва — смажене печиво, що складається з клейкого рису, змішаного з медовою водою, і чхонджу (рисового вина). Дасик — це тістечко до чаю.

##### Пекджу
Основним елементом Чхусок є алкогольні напої. Спиртний напій, який п'ють на Чхусок, називається бекджу (백주, «біле вино») і отримав назву синдодзю (신도주,«новий рисовий лікер»), оскільки він виготовляється зі свіжозібраного рису.

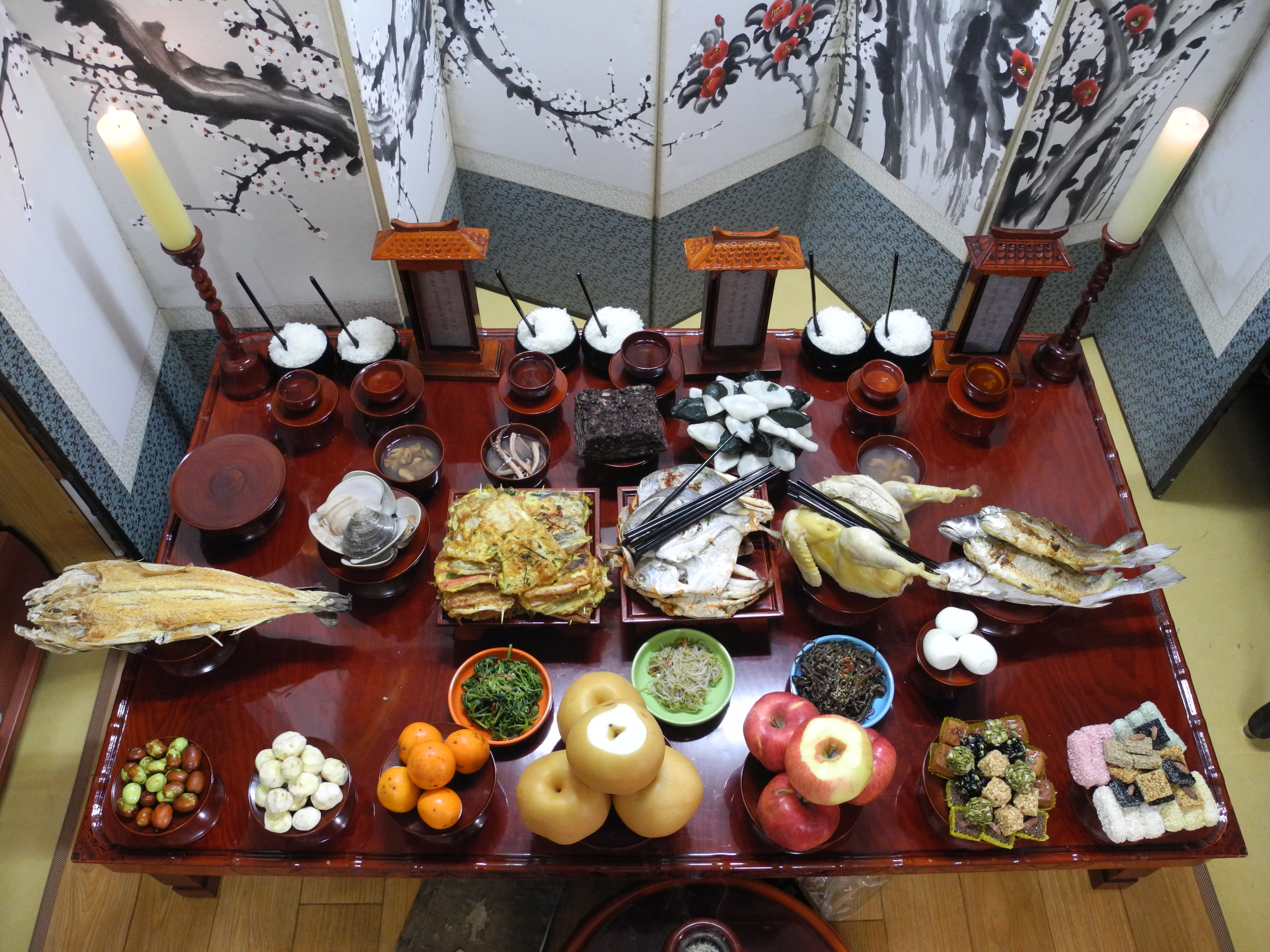
Приклад столу із багатьма традиційними стравами

Якщо випити алкогольний напій, який пили предки, тобі ніколи не буде страшно.

##### інші
Серед інших страв, які зазвичай готують, є чапче, бульгогі, різноманітні корейські млинці, також відомі як чон, сенсон (смажена риба), ттеоккук (рисовий суп) і фрукти.

### Подарунки

##### Історія подарунків Чхусок
Корейці почали ділитися повсякденними потребами, такими як цукор, мило або приправи, як подарунки Чусок у 1960-х. Подарунки змінилися з розвитком корейської економіки. У 1970-х роках корейці мали більше варіантів подарунків Чхусок; Наприклад: олію, зубну пасту, набори розчинної кави, косметику, телевізори і рисоварки. У 1980-х роках люди обирали подарункові набори з фруктами, м’ясом і косметикою. У 1990-х роках люди використовували подарункові ваучери на Чусок. У 21 столітті більш складні подарунки, такі як набори солодких десертів, фрукти, дієтичні добавки та засоби для догляду за шкірою, стали найпопулярнішими варіантами подарунків Чхусок

##### Види подарунків Чусок і ціни
Можна придбати деякі екстравагантні подарунки: один кілограм диких соснових грибів, які коштують дорого, тому що їх неможливо штучно виростити, (560 000 вон) 480,27 доларів США та продукти з червоного женьшеню (1,98 млн вон) 1698,11 доларів США. Проте найдорожчим подарунком є шість пляшок вина в універмазі Lotte за приголомшливу суму (33 мільйони вон) 28 301,89 доларів США.
Подарункові набори Чхуок є великим бізнесом у Кореї, і ціни, як правило, завищені напередодні свята.

### Народні ігри

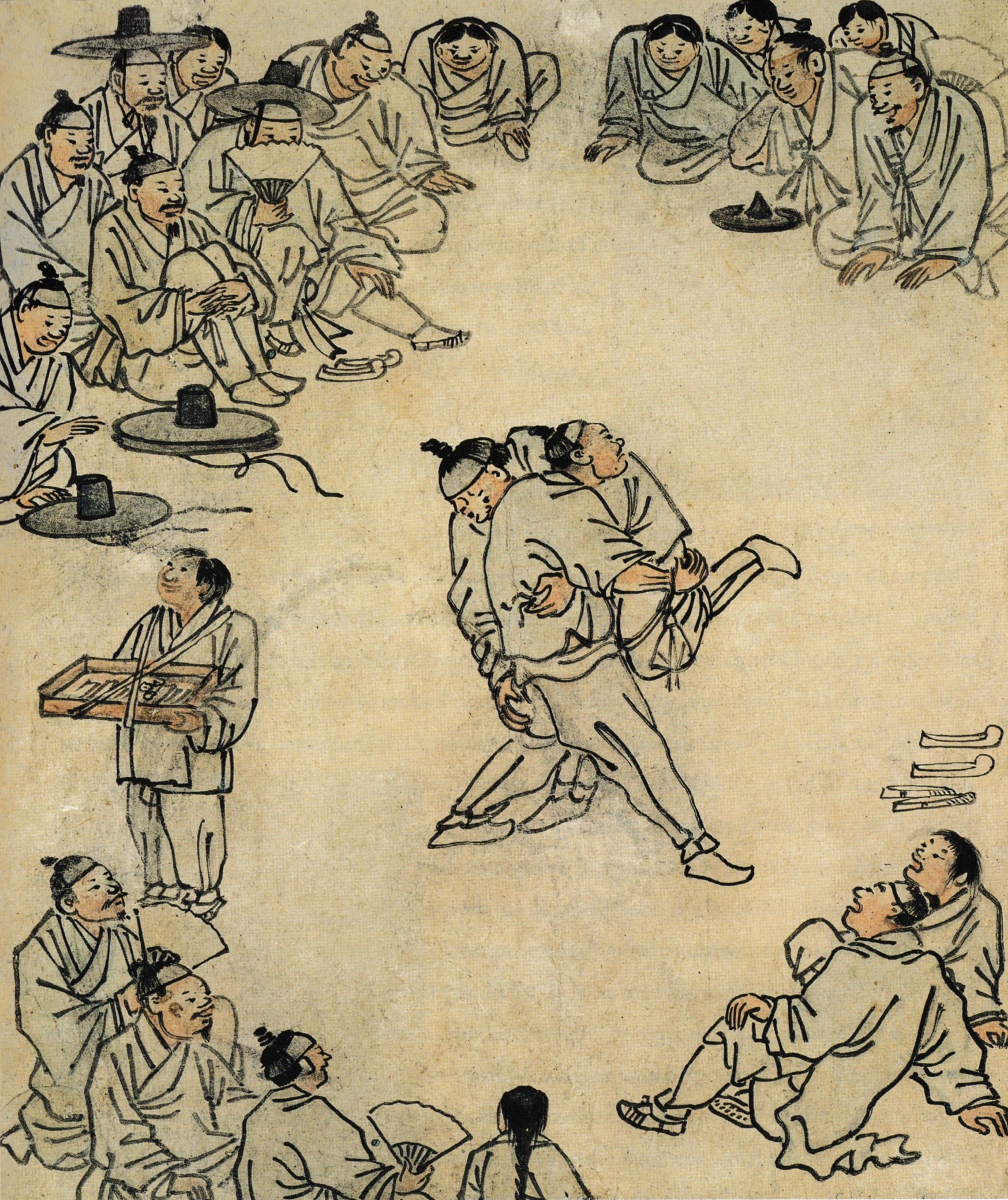
씨름 Шірим

Різноманітні народні ігри грають на Чхусок, щоб відсвяткувати прихід осені та багатий урожай. Сонорі — це народна вистава, під час якої сільські жителі одягаються, щоб нагадувати корову чи черепаху, і ходять від дому до дому разом із гуртом "нонгак", який грає музику "пунгмул". Інші поширені народні ігри, в які грають на Чусоку, — це тальчум (танець у масках), настільна гра під назвою Ют Норі (також відома як Юннорі, Ньут і Йот), стрільба з лука, шірим (корейська боротьба) і Джулдарігі;народні ігри відрізняються за регіонами.

#### Шірим
Шіримм (кор: 씨름) — це найпопулярніший корейський вид спорту, в який грають під час Чхосок, і змагання зазвичай проводяться під час цього свята. Вчені знайшли докази існування, що датуються династією Когурьо, припускають, що історія Шіриму налічує 5000 років. Два гравці борються між собою, тримаючись за ремінь суперника (червоно-синю смугу). Гравець програє, коли його верхня частина тіла торкається землі, а переможцем стає "Чеонха Джангса, Бекду Джангса або Халла Джангса", що означає «найпотужніший». Переможець отримує бика і 1 кг рису в якості нагороди. Через свою популярність як серед молоді, так і серед людей похилого віку, конкурси шірим проводяться частіше, не обмежуючись важливими святами.

#### Куряча бійка
Куряча бійка або Дасаум (кор: 닭싸움) — Ще одна традиційна гра. Корейці спостерігали за курячими бійками і дізналися, як б’ються кури, так була винайдена гра.
Щоб пограти в гру, людей ділять на дві збалансовані групи. Необхідно зігнути ногу вгору і тримати її зігнутою, коліно висунуте. Потім гравці повинні атакувати один одного зігнутими колінами, щоб усунути їх, торкнувшись стопами землі; виграє останній гравець, який тримає своє коліно.
Гра про силу, швидкість і баланс; щоб залишитися в живих, потрібно продемонструвати здатність давати відсіч.

## Вас може зацікавити
- Фестиваль холодної їжі
- Свята Південної Кореї

## Дати святкування Чхусок по григоріанському календарю
Чхусок святкується в наступні дні:
- 2006: 6 жовтня
- 2007: 25 вересня
- 2008: 14 вересня
- 2009: 3 жовтня
- 2010: 22 вересня
- 2011: 12 вересня
- 2012: 30 вересня
- 2013: 19 вересня
- 2014: 8 вересня
- 2015: 27 вересня
- 2016: 15 вересня
- 2017: 4 жовтня
- 2018: 24 вересня
- 2019: 12 вересня
- 2020: 30 вересня
- 2021: 20 вересня
- 2022: 10 вересня
- 2023: 28 вересня